# Tarmstedt
Tarmstedt er administrationsby i Samtgemeinde Tarmstedt, og har godt 3.700 indbyggere (2013). Den ligger i den vestlige del af Landkreis Rotenburg (Wümme), i den nordlige del af den tyske delstat Niedersachsen.

## Geografi
Tarmstedt ligger ved udkanten af Teufelsmoors og Zevener Geest nord for motorvejen A 1. I sydenden af kommunen løber floden Wörpe.

### Trafik
Tarmstedt ligger ved landevej 133, der forbinder byen med Bremen og Zeven.
Mellem Tarmstedt og Bremen kørte mellem 1900 og 1956 den 27 km lange smalsporede jernbane Kleinbahn Bremen–Tarmstedt (de). Den gik fra Tarmstedt gennem Teufelsmoor over Worphausen og Lilienthal til Bremen. Derudover ligger Tarmstedt ved jernbanen Wilstedt–Tostedt.
Nord for Tarmstedt ligger svæveflyvepladsen Segelfluggelände Tarmstedt-Westertimke, hvor svæveflyvere fra SFG-Bremen holder til.